# Mapulaca
Mapulaca é uma cidade hondurenha do departamento de Lempira.